# Oksa
Oksa (daw. Oksza) – wieś (dawniej miasto) w Polsce położona w województwie świętokrzyskim, w powiecie jędrzejowskim, w gminie Oksa.
Oksa uzyskała lokację miejską w 1554 roku, zdegradowana w 1869 roku. Do 1954 roku siedziba gminy Węgleszyn. W latach 1954–1972 wieś należała i była siedzibą władz gromady Oksa. W latach 1975–1998 miejscowość administracyjnie należała do województwa kieleckiego. Od założenia do 1679 r. było jednym z centrów kalwinizmu w Małopolsce.
Miejscowość jest siedzibą gminy Oksa.
Przez wieś przechodzi  niebieska ścieżka rowerowa do Radkowa.
Przez miejscowość przebiega droga wojewódzka nr 742.

## Części wsi
| SIMC    | Nazwa          | Rodzaj    |
| ------- | -------------- | --------- |
| 0256515 | Borek          | część wsi |
| 0256521 | Brodek         | część wsi |
| 0256538 | Kresy          | część wsi |
| 0256544 | Nad Stawami    | osada     |
| 0256550 | Stara Warszawa | część wsi |

## Historia

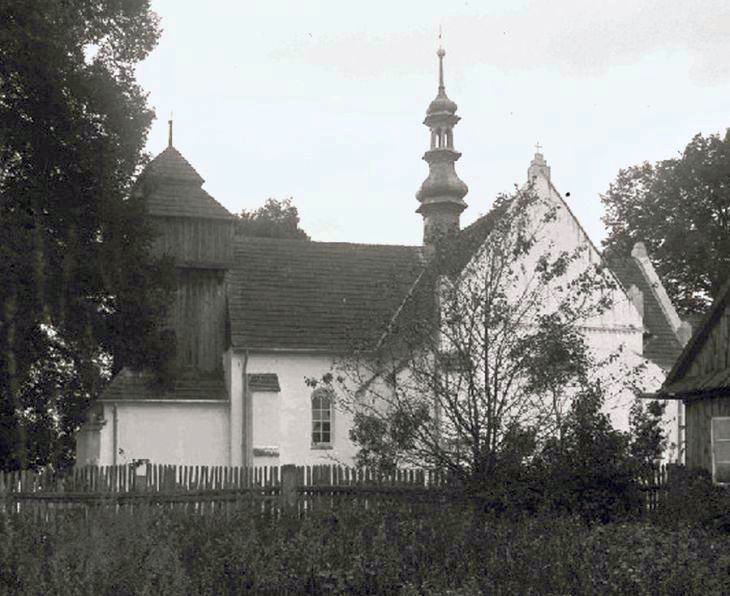
Dawny zbór kalwiński Rejów. Fotografia Kazimierza Broniewskiego z około 1914 roku

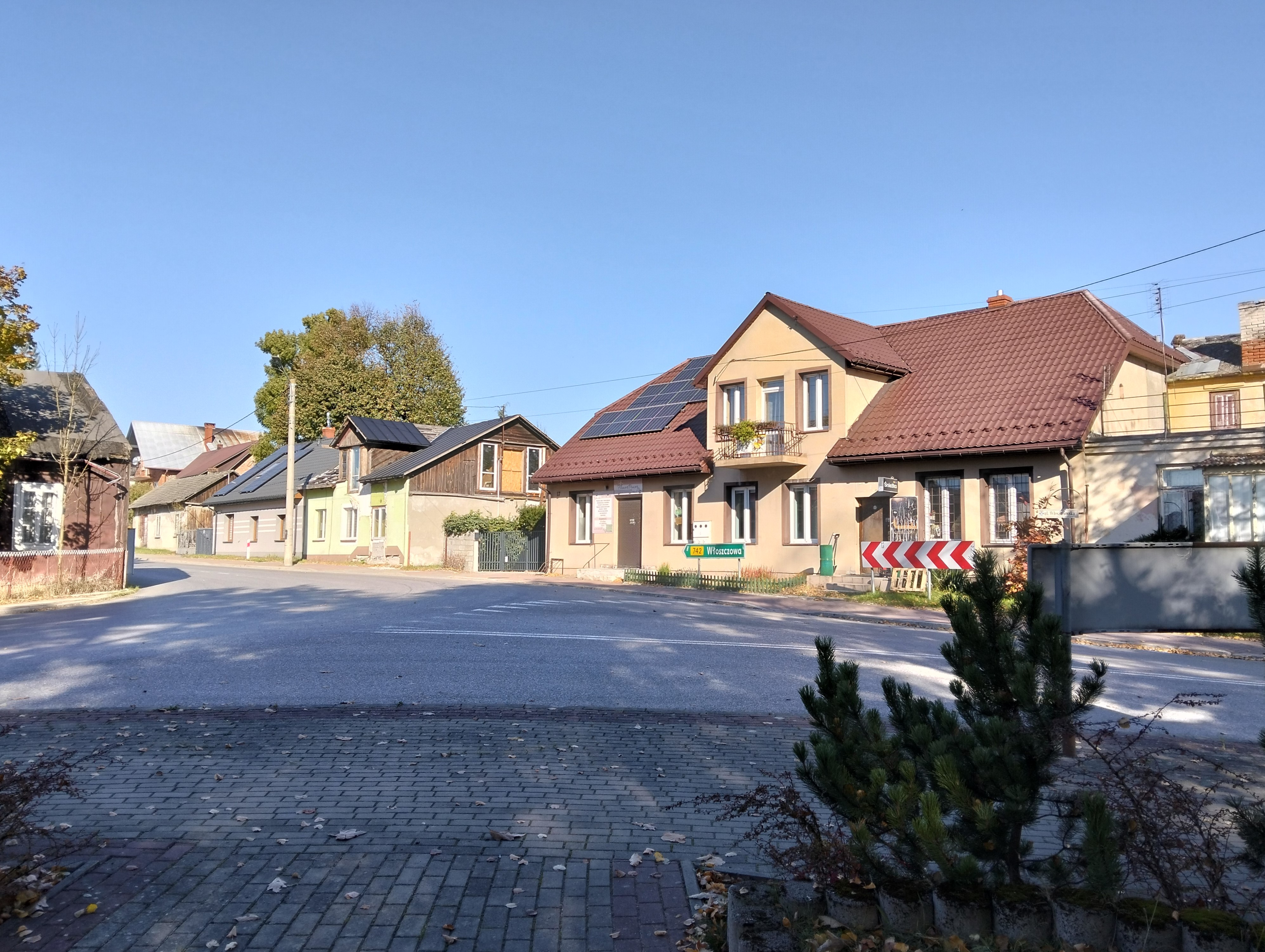
Fragment rynku (placu Mikołaja Reja)

Miasto założył w 1554 r. Mikołaj Rej. Jego nazwa pochodzi od herbu Reja – Oksza. Fundator zapewnił każdemu osadnikowi działkę budowlaną. Mieszczanie otrzymali po półłanku pola, prawo wyrębu oraz prawo do wykarczowania lasu pod łąki. Ponadto przywilej zapewniał osadnikom 16 lat wolnizny. W 1573 r. w mieście było kilku rzemieślników, 10 domów oraz młyn. Andrzej Rej, syn pisarza, wzniósł w Oksie ratusz oraz jatki rzeźnicze. Jednocześnie zwiększył świadczenia pańszczyźniane co spowodowało zastój w rozwoju miasteczka.

### Ośrodek małopolskiego kalwinizmu (ok. 1554–1678)
Wg niektórych źródeł z fundacji Mikołaja Reja wzniesiono w Oksie zbór kalwiński, którego budowę ukończył w 1570 r. jego syn Andrzej Rej. Ale według innych historyków budynek zboru wybudował po 1570 r. a przed 1595 Andrzej Rej. Jest to jeden z pierwszych zachowanych w Europie budynków wybudowanych na potrzeby kultu kalwińskiego. Kościół jest prawdopodobnie miejscem pochówku ojca literatury polskiej. W ścianie kościoła zachowało się epitafium dziadka hetmana Stefana Czernieckiego, Jana, członka zboru (zm. ok. 1600).
W latach 1595–1695 odbyło się w Oksie wiele synodów kalwińskich. Od 1566 do 1679 pracowało w nim co najmniej dziewiętnastu pastorów i przy zborze znajdowała się szkoła kalwińska. Do co najmniej połowy XVII w. większość mieszkańców stanowili kalwiniści, a pierwsi katolicy są notowani dopiero w 1671 r. W 1649 r. miasteczko było miejscem "diabelskiego nawiedzenia" i histerię opanował pastor Jan Laetus.
W 1667 r. miasto było podzielone pomiędzy dwóch właścicieli. Było tu 26 domów i 179 mieszkańców.
W 1678 r. budynek zboru został siłą przejęty przez cystersów z Jędrzejowa i został filią parafii w Koniecznie.Pomimo skarg ewangelików na jego bezprawne zajęcie nigdy go nie odzyskano i ok. 1699 Rejowie sprzedali Oksę.

### Losy po 1678
W 1785 r. właścicielce miasta, Budziszewskiej, udało się uzyskać wznowienie przywileju na odbywanie cotygodniowych targów. W 1827 r. miasto miało 51 domów i 380 mieszkańców.
W roku 1787 miasto odwiedził Stanisław August wracający z Krakowa.
20 października 1863 r. w powstaniu styczniowym rozegrała się bitwa pod Oksą pod dowództwem Zygmunta Chmieleńskiego, gdzie został ranny Faustyn Gryliński (1830–1866) i awansował na stopień pułkownika. W 1867 r. Oksa utraciła prawa miejskie. W 1960 r. było tu 1235 mieszkańców.

## Zabytki
- Kościół pw. św. Mikołaja – dawny zbór kalwiński Rejów z XVI wieku. Wpisany do rejestru zabytków nieruchomych (nr rej.: A-128 z 8.01.1957 i z 11.02.1967)[22].